# Champlitte
Champlitte är en kommun i departementet Haute-Saône i regionen Bourgogne-Franche-Comté i östra Frankrike. Kommunen ligger i kantonen Champlitte som tillhör arrondissementet Vesoul. År 2022 hade Champlitte 1 601 invånare.

## Befolkningsutveckling
Antalet invånare i kommunen Champlitte
| Referens: INSEE |